# بربی بختی
بربی بختی یک منطقهٔ مسکونی در الجزایر است که در استان بشار واقع شده‌است. بربی بختی ۵۹۲ متر بالاتر از سطح دریا واقع شده‌است.